# Bart Vos
Bart Vos (7 juli 1951) is een Nederlands bergbeklimmer en schrijver.

## Controverses

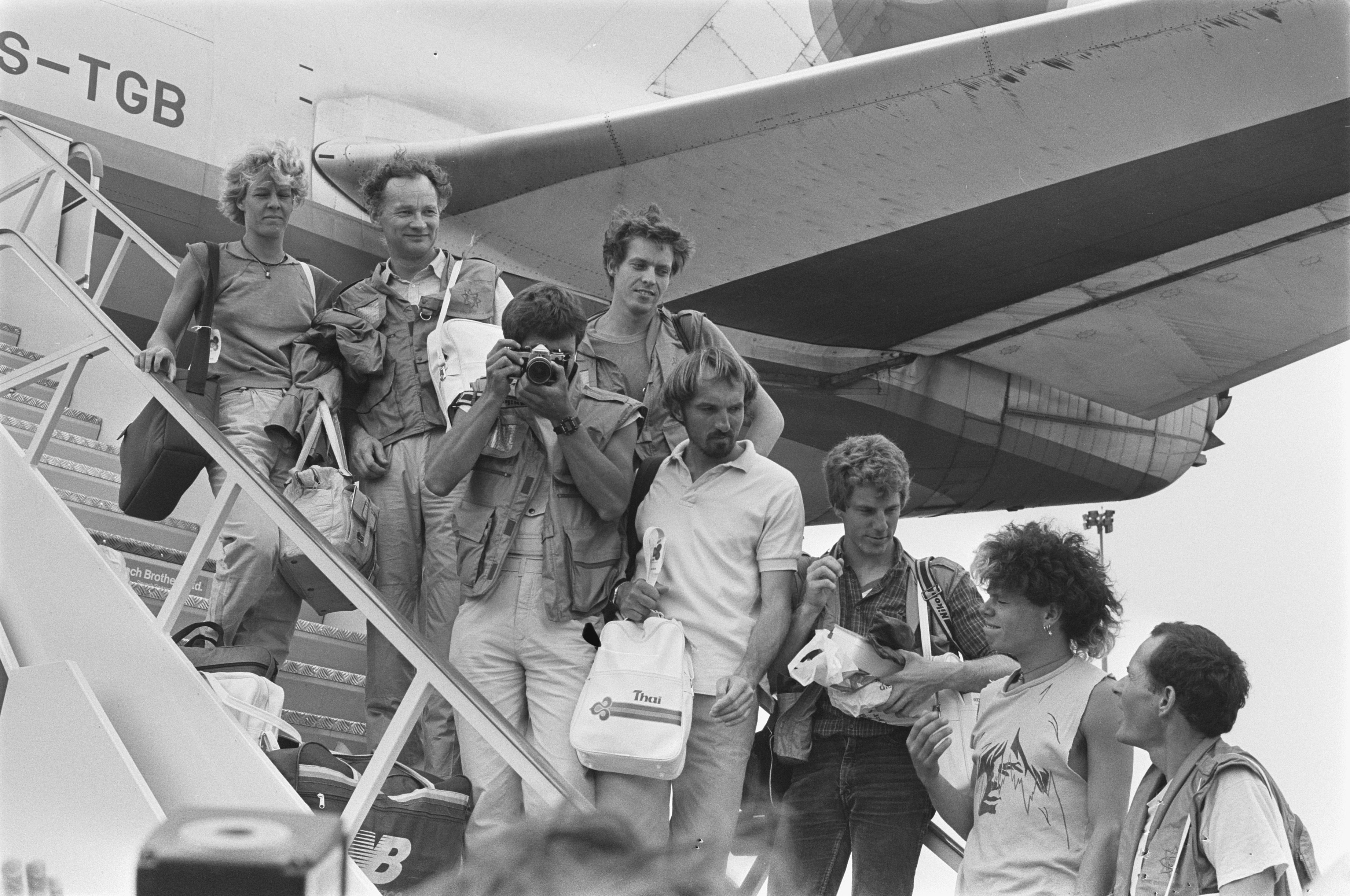
Vertrek Himalaya-expeditie, 31 juli 1984